# Адидже
А̀дидже (на италиански: Adige, произнася се ˈa(ː)didʒe), на немски: Etsch, Еч, на венециански: Àdexe, на трентински диалект: Ades, на фриулски: Adis, на ладински: Adesc или Adiç, на латински: Athesis) е втората по дължина река в Италия, след река По, (региони Трентино-Южен Тирол и Венето), вливаща се в Адриатическо море. Дължина 410 km, площ на водосборния басейн 14 700 km²

## Географска характеристика

### Извор, течение, устие
Река Адидже води началото си на 2680 m н.в., от малък ледник, разположен в Ретийските Алпи, на границата между Италия и Швейцария. След 8 km и след като преодолява денивелация от близо 1200 m се влива в северозападната част на изкуствено създаденото езеро Резия (на немски Решер, на 1500 m н.в.). Езерото е известно с църковната кула, която отбелязва мястото на бившето селище Алт Граун, което е напуснато от жителите си и наводнено през 1953 г., когато е завършена стената. След като изтече от езерото, близо до градчето Глоренца в Адидже отдясно се влива река Рам, водеща началото си от швейцарска територия. След това реката завива на изток и до град Мерано тече през долината Финшгау, като тази част се нарича Вал д'Адидже (на немски – Ечтал), където отляво в нея се влива река Пасер, идваща от север. При Мерано Адидже завива на юг и до излизането си от планините тече в дълбока трогова долина, която е един от главните стратегически пътища през Алпите, водеща от и за проходите Резия (на немски Решер) и Бренер. При град Болцано в нея отляво се влива река Изарко, а в района на град Тренто – притоците ѝ Ноче (най-голям приток), Авизио и Ферсина. Северно от град Верона Адидже излиза от планините, завива на югоизток, а след това на изток и тече в широка и плитка долина през Венецианската низина (североизточната част на Паданската равнина). В най-долното си течение на протежение над 80 km Адидже тече успоредно с река По, но без да се съединяват и образуват обща делта. Влива се в югозападната част на Венецианския залив на Адриатическо море, на 5 km южно от град Киоджа.

### Водосборен басейн, притоци
Водосборният басейн на Адидже обхваща площ от 14 700 km² (120 km² в Швейцария), като 3/4 от него е разположен в Алпите. На юг и запад водосборният басейн на Адидже граничи с водосборните басейни на река По и нейните леви притоци Минчо, Ольо и Ада, на север и североизток – с водосборните басейни на реките Ин и Драва (десни притоци на Дунав), а на изток – с водосборните басейни на реките Пиаве и Брента, вливащи се в Адриатическо море.
Основните притоци:
- леви – Пасер (43 km, 427 km²), Изарко (100 km, 4960 km²), Авизио (89 km, 937 km²), Ферсина (30 km, 170 km²), Алпоне (38 km, 285 km²);
- десни – Ром (25 km, 189 km²), Плима (29 km, 162 km²), Валсура (41 km, 301 km²), Ноче (105 km, 3360 km²)[1].

### Хидроложки показатели
Адидже има предимно снежно-дъждовно подхранване с ясно изразено пролетно и вторично есенно пълноводие, като много често в миналото реката е причинявала големи наводнения. Сега коритото ѝ в Паданската равнина е навсякъде урегулирано, канализирано, а в много участъци изправено и шлюзовано чрез високи водозащитни диги. Друго важно мероприятие с цел предотвратяването на наводнения е свързването ѝ с езерото Гарда чрез изкуствени подземни канали. Среден годишен отток в долното течение 266 m³/sec, максимален 3500 – 4000 266 m³/sec.

## Стопанско значение, селища
В горното течение на реката и по някои от нейните малки притоци е изградена каскада от няколко язовира с малки ВЕЦ-ове в основата на преградните им стени. В най-долното си течение Адидже е плавателна за плиткогазещи съдове.
По цялото си протежение долината на Адидже поради важното ѝ стратегическо положение през вековете е гъсто заселена. Най-големите селища по течението ѝ са: Болцано, Тренто, Роверето, Ала, Авио, Верона, Леняно, Адрия и др.

## Историческа особеност
Теснината Салорно (южно от Болцано) в едноименната община отбелязва най-южната част на немскоговорещата област. Адидже е спомената в Песента на немците от 1841 г. като южна граница на немския език по това време. През 1922 г. песента става национален химн на Германия, след като Италия поема контрола над цялата река.